# Publício Agripa
Publício Agripa (em grego: Πoυβλίkioς Αγρiππa; romaniz.: Poublíkios Agrippa; em latim: Publicius Agrippa) foi um nobre do século I, ativo durante o reinado do mefe Farasmanes I (r. 1–58). 

## Vida
A existência de Publício Agripa é atestada na Estela de Serapitis, achada em Armazi. De acordo com o texto, serviu como vitaxa (vice-rei) de Gogarena e epítropo (mestre de cerimônias) na corte do mefe Farasmanes I (r. 1–58). Também é dito que foi pai de Iodmanganes. A inscrição não informa a qual dinastia Publício Agripa pertenceu e Cyril Toumanoff propôs incluí-lo na sugerida dinastia guxárida.